# Béloie (Adiguèsia)
|  | Per a altres significats, vegeu «Béloie». |

Béloie - Белое (rus) és un poble de la República d'Adiguèsia, a Rússia. Es troba a la vora dreta del riu Bélaia, a 10 km al sud-st de Krasnogvardéiskoie i a 61 km al nord-oest de Maikop, la capital de la república.
Pertanyen a aquest municipi els khútors de Bogursukov i Papenkov, el possiólok de Mirni i els pobles de Novosevastopólskoie i Preobràjenskoie.